# Copa del Océano Índico 2004
La Copa del Océano Índico 2004 fue la primera edición del torneo clasificatorio de los territorios de ultramar de Francia en África para definir a un clasificado a la Copa de Campeones de Ultramar.
El US Stade Tamponnaise de Islas Reunión venció al FC Kanibé de Mayotte para ser el campeón del torneo por primera vez.

## Resultados

### Ida
| 2 de julio de 2004 | FC Kanibé | 0:3 | US Stade Tamponnaise        | Stade Michel Volnay, San Pierre |  |
|                    |           |     | Traore 53' 78' · Rafion 68' |                                 |  |

### Vuelta
| 4 de julio de 2004                             | US Stade Tamponnaise | 2:0 | FC Kanibé | Stade Klébert Picard, Le Tampon |  |
|                                                | Rafion 26' 39'       |     |           |                                 |  |
| Stade Tamponnaise gana 5-1 el marcador global. |                      |     |           |                                 |  |

## Campeón
| Copa del Océano Índico 2004      |
| -------------------------------- |
| Bandera de Reunión               |
| US Stade Tamponnaise 1.er título |